# Hamira
Hamira (em árabe: حميرة) é uma localidade da Líbia do distrito de Murzuque. Está a 6,3 quilômetros de Meseguim, 11,6 de Umal Aranibe, 25,9 de Talibe e 33,2 de Majdul. Foi uma das várias localidades afetadas pelos tumultos políticos do país. Em 2021, o ministro da saúde da Líbia prometeu enviar assistência médica a Hamira e outros povoados situados ao sul do país.